# Trigonura tarsata
Trigonura tarsata is een vliesvleugelig insect uit de familie bronswespen (Chalcididae). De wetenschappelijke naam is voor het eerst geldig gepubliceerd in 1898 door Dalla Torre.